# Christian Betsch
Christian Betsch (Wildberg, 22 de novembro de 1888 – Stuttgart, 10 de junho de 1934) foi um matemático alemão.
Após o Abitur em Schwäbisch Hall estudou a partir de 1911 na Universidade de Tübingen. Após o Lehramtsexamen em matemática e física foi  professor ginasial. Obteve um doutorado em 1917 na Universidade de Tübingen, orientado por Alexander von Brill, com a tese Zur analytischen Geometrie der dualen Größen. Publicou com Alfred Lotze o artigo Systeme geometrischer Analyse na Encyklopädie der mathematischen Wissenschaften.

## Obras
- Fiktionen in der Mathematik, Fr. Frommann, Stuttgart 1926
- Die Anwendung der Philosophie des Als-Ob im Unterricht, Unterrichtsblätter 38, 1932, S. 79–83